# درو تايلر بيل
درو تايلر بيل (بالإنجليزية: Drew Tyler Bell)‏ مواليد 29 يناير 1986، هو ممثل أمريكي بدأ مسيرته الفنية عام 2001.

## الأعمال
- جيبرز كريبرز 2
- 90210
- ربات بيوت يائسات
- سي اس آي: التحقيق في موقع الجريمة
- سي إس آي: ميامي
- سي اس آي: نيويورك

## وصلات خارجية
- درو تايلر بيل على موقع IMDb (الإنجليزية)
- درو تايلر بيل على موقع ألو سيني (الفرنسية)
- درو تايلر بيل على موقع أول موفي (الإنجليزية)
- درو تايلر بيل على موقع قاعدة بيانات برودواي على الإنترنت (الإنجليزية)
- درو تايلر بيل على موقع قاعدة بيانات الأفلام السويدية (السويدية)
- درو تايلر بيل على موقع قاعدة بيانات الفيلم (الإنجليزية)
- درو تايلر بيل على موقع كينوبويسك (الروسية)